# اسورن (مریلند)
اسورن (به انگلیسی: Severn) شهری در ایالت مریلند کشور ایالات متحده آمریکا است که جمعیت آن در سرشماری سال ۲۰۱۰ میلادی، ۴۴٬۲۳۱ نفر بوده‌است.